# Belém (ort i Brasilien, Paraíba, Belém, lat -6,69, long -35,53)
Belém är en ort i Brasilien.   Den ligger i kommunen Belém och delstaten Paraíba, i den östra delen av landet, 1 700 kilometer nordost om huvudstaden Brasília. Belém ligger 140 meter över havet och antalet invånare är 15 550.
Terrängen runt Belém är kuperad åt sydväst, men åt nordost är den platt. Närmaste större samhälle är Guarabira, 18,7 kilometer söder om Belém.
Omgivningarna runt Belém är huvudsakligen savann. Runt Belém är det ganska tätbefolkat, med 120 invånare per kvadratkilometer.